# 罗曼·阿布拉莫维奇
罗曼·阿尔卡季耶维奇·阿布拉莫维奇（羅馬化：Roman Arkadʼyevich Abramovich；1966年10月24日—），俄羅斯寡頭，前英格蘭球會切尔西足球俱乐部老板。2021年3月，根據《福布斯》雜誌的统计，他的資產約有145億美元，是俄羅斯排名第12位富豪及全世界排名第142位的富豪，曾經擔任楚科奇自治區州長。

## 生平
阿巴莫域治出身於蘇聯貧寒的猶太人家庭，父親是猶太人，母親有烏克蘭血統和猶太血統。阿巴莫域治的祖父母是白俄羅斯猶太人。阿巴莫域治的外祖父是烏克蘭人後裔，外祖母是猶太人。1歲時母親懷孕，因無力承擔第二個孩子的撫養費用決定流產，但卻死於流產手術，2年後阿巴莫域治父親也在一次建築地盤事故中去世，成為孤兒的阿巴莫域治是由叔父撫養長大。
中學畢業後他未能考取大學，而在軍隊中服役2年。在军中他靠偷汽油获利。之后和第一任妻子奥尔加结婚。1987年他的岳父给他们的两千盧布贺礼被他在黑市花掉买了香水、牙膏再贩卖牟利。他考進莫斯科国立法律大学並獲得碩士。之后他从事玩具和汽车零部件的贸易。1988年他和奥尔加开办了一家玩偶公司，迅速成功。之后短短幾年他的生意从炼油、养猪到保镖招聘包罗万象。在1990年代初期他至少创办然后出售了20家公司。
1992年他因为偷盗国有财产被捕，但之后他偷卖的55桶柴油的买家，一家拉脱维亚-美国合资公司赔偿了被偷的炼油厂的损失，他被释放。
1991年底苏联解体后，俄羅斯聯邦开始进行私有化。1995年他和俄羅斯總統叶利钦的助手鲍里斯·阿布拉莫维奇·别列佐夫斯基联手获得国有的西伯利亚石油公司（两人各出一亿美元）。之后该公司的价值迅速被评为数十亿美元，因而该私有化交易引發很多争议。
通过别列佐夫斯基，他结识叶利钦家族，并与叶利钦的小女儿塔季扬娜过从甚密，外界传言他是叶利钦家族的“提款机”。此后他又相继控股了俄罗斯铝业公司、俄罗斯民用航空公司等，自1992年起，已建立起自己的庞大产业帝国，成為1990年代末俄羅斯的產業寡頭之一。
至1999年底他开始出售在俄罗斯联邦的资产，肢解自己的产业帝国。2000年他当选當時人口不足8万的俄罗斯遠東省份楚科奇自治区州长，并投入2亿美元改善当地百姓的生活。2008年，他辞去了这份官职，由罗曼·科平（Roman Kopin）接任。
2003年6月他花费1.3亿英镑收購了处于经济困境的英国足球會車路士后，又投入2亿多英镑为球队还清债务和购买球星。2012年，車路士取得欧洲冠军联赛冠军 ，一完他的欧冠之梦。翌年则夺得欧洲联赛冠军，至2022年贏得世界冠軍球會盃，球队成功夺得所有联赛及盃赛冠军。
他定制的私人飞机（波音767-300）“阿布拉莫维奇天空”号据称价值10亿美元。在2018年他又購入一架波音787-8作為私人飛機，他还拥有两艘豪华游艇，其中一艘是从保罗·艾伦那里买来的，据称在世界豪华游艇中排名第四。他在莫斯科、英国、德国、法国等地花费大量美元购入城堡、庄园。其中在英国苏塞克斯郡的庄园占地424英亩，包含了一座7间卧室的别墅，一大批附属建筑，两座马球场，一个游泳池，一座网球场，一座飞碟射击场，一座步枪射击场，一个小湖泊，一个骑术中心，和一个可以容纳100匹马的马厩。

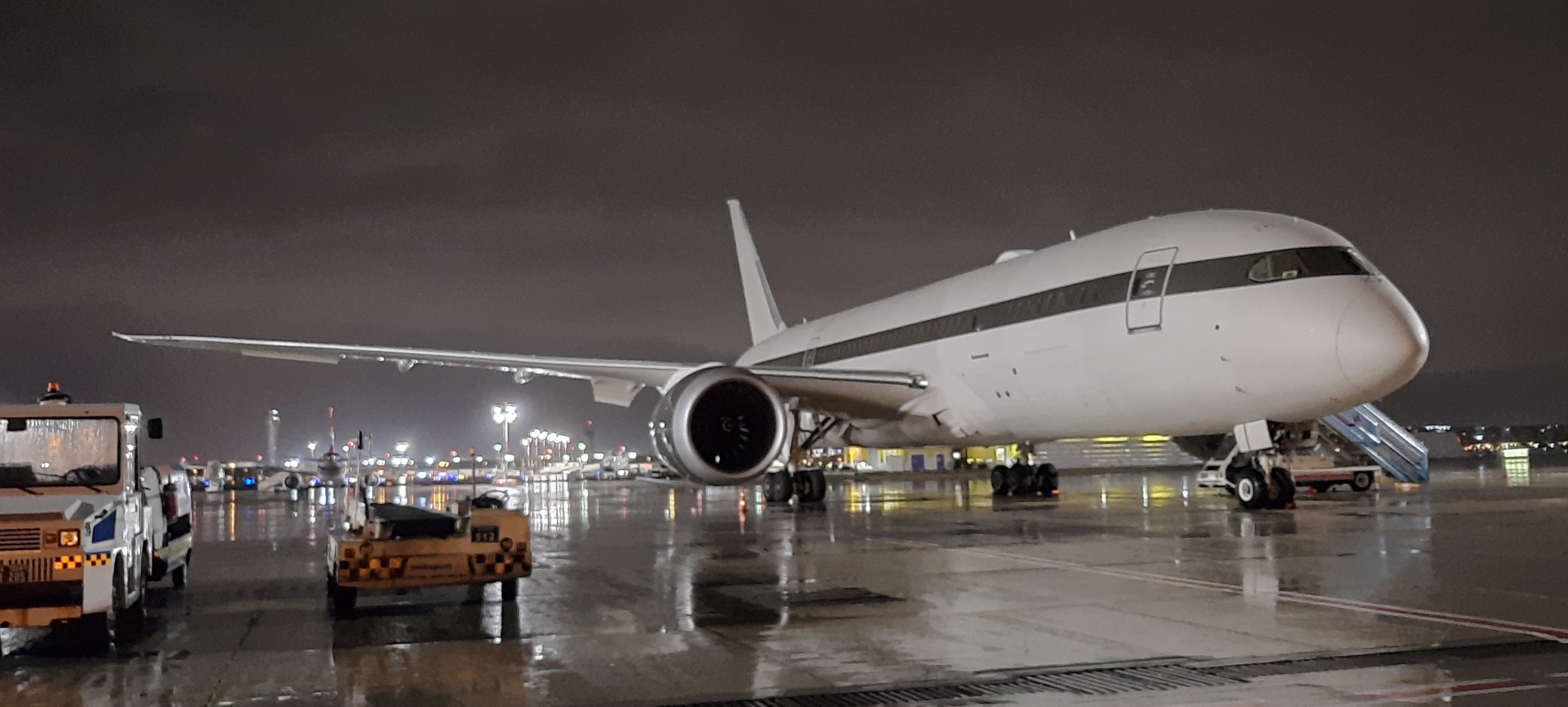
阿布拉莫维奇的私人787-8

2012年12月5日阿巴莫域治（Roman Abramovich）旗下Millhouse Capital UK Ltd.(Millhouse) 收購俄羅斯鋁業聯合公司（0486）旗下的Norilsk Nickel約7.3%股權。
由于阿布拉莫维奇和普京关系转圜，阿布拉莫维奇也出售在英国大部分资产，并回到俄罗斯定居。
随着2014年克里米亚危机，西方国家和俄罗斯联邦关系恶化，阿布拉莫维奇也受到波及。2018年1月30日，美国将114名包括阿布拉莫维奇在内的俄罗斯政治活动家和官员列入与俄罗斯领导层接近的“克里姆林宫名单”。这份名单并不意味着对上述人员实施制裁，但可能在下一步实施制裁。
2018年5月，阿布拉莫维奇因英国迟迟未肯和他续签英国签证，导致他错过了现场观看2018年足总杯决赛切尔西的比赛。不久，阿布入籍以色列。
2021年4月，阿布拉莫维奇作為西班牙裔猶太人根據《國籍法》成為葡萄牙共和国公民，該法律允許在中世紀宗教裁判所期間被驅逐出伊比利亞半島的西班牙裔猶太人的後代入籍。
2022年2月27日，因2022年俄羅斯入侵烏克蘭，阿布拉莫维奇怕俱樂部受到波及，故把切尔西足球俱乐部的管理權移交給慈善基金會。
2022年3月3日，阿布拉莫维奇決定出售切尔西足球俱乐部，並承諾將淨收益捐給乌克兰在戰爭中的受害者。
2022年3月10日，英国政府因他旗下的鋼鐵公司耶弗拉兹公司（Evraz PLC）被指為俄羅斯政府提供坦克等軍用裝備而强行冻结阿布拉莫维奇在英国的资产 。

## 离婚
2007年3月12日晚，罗曼·阿布拉莫维奇与第二任妻伊莉娜发表声明，他们已经在俄罗斯离婚，正式结束16年的婚姻。声明说：“在双方自愿的基础上，阿布拉莫维奇夫妇已经在俄罗斯离婚，并就子女的安排以及财产分配问题达成一致。阿布拉莫维奇先生的公司利益，包括切尔西足球俱乐部，都不会受到离婚事件的影响，如果家庭隐私受到尊重，阿布拉莫维奇夫妇将不胜感激。其他情况无可奉告。”。